# A7L

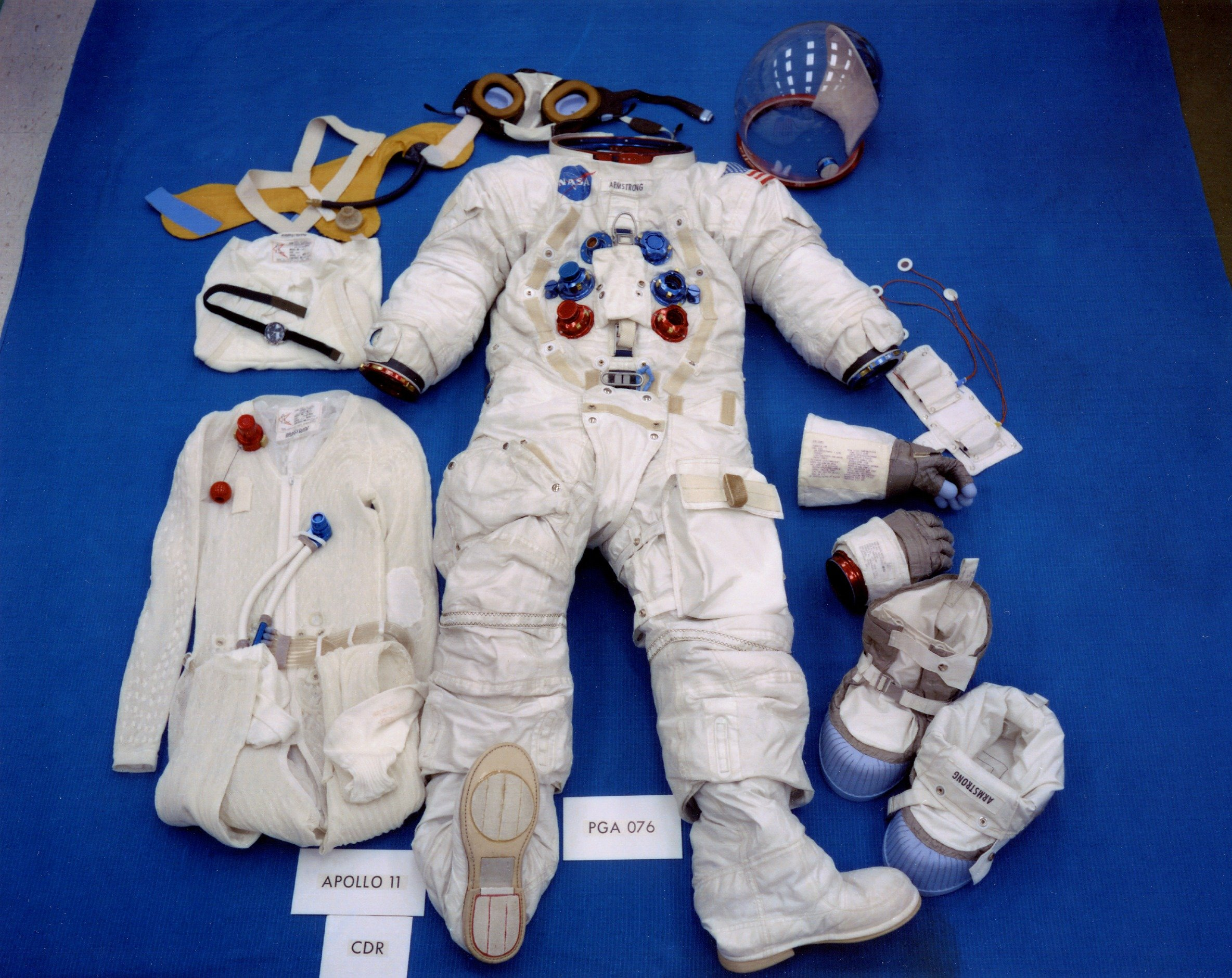
Neil Armstrong beschrieb seinen Raumanzug als robust und zuverlässig

Der Raumanzug A7L wurde von NASA-Astronauten für das Apollo-Programm, die drei bemannten Skylab-Flüge und das Apollo-Sojus-Test-Projekt zwischen 1968 und 1975 benutzt. Er wurde von ILC Dover entwickelt und hergestellt, basiert auf deren Vorgängermodellen A5L und A6L, die die Thermalkontrolle und den Mikrometeoritenschutz integrierten, und gilt als der siebte Raumanzug, der für das Apollo-Programm entwickelt wurde. Zudem wurden nach dem tödlichen Feuer von Apollo 1 eine Reihe von Materialien durch flammhemmende oder unbrennbare ersetzt.

## Aufbau

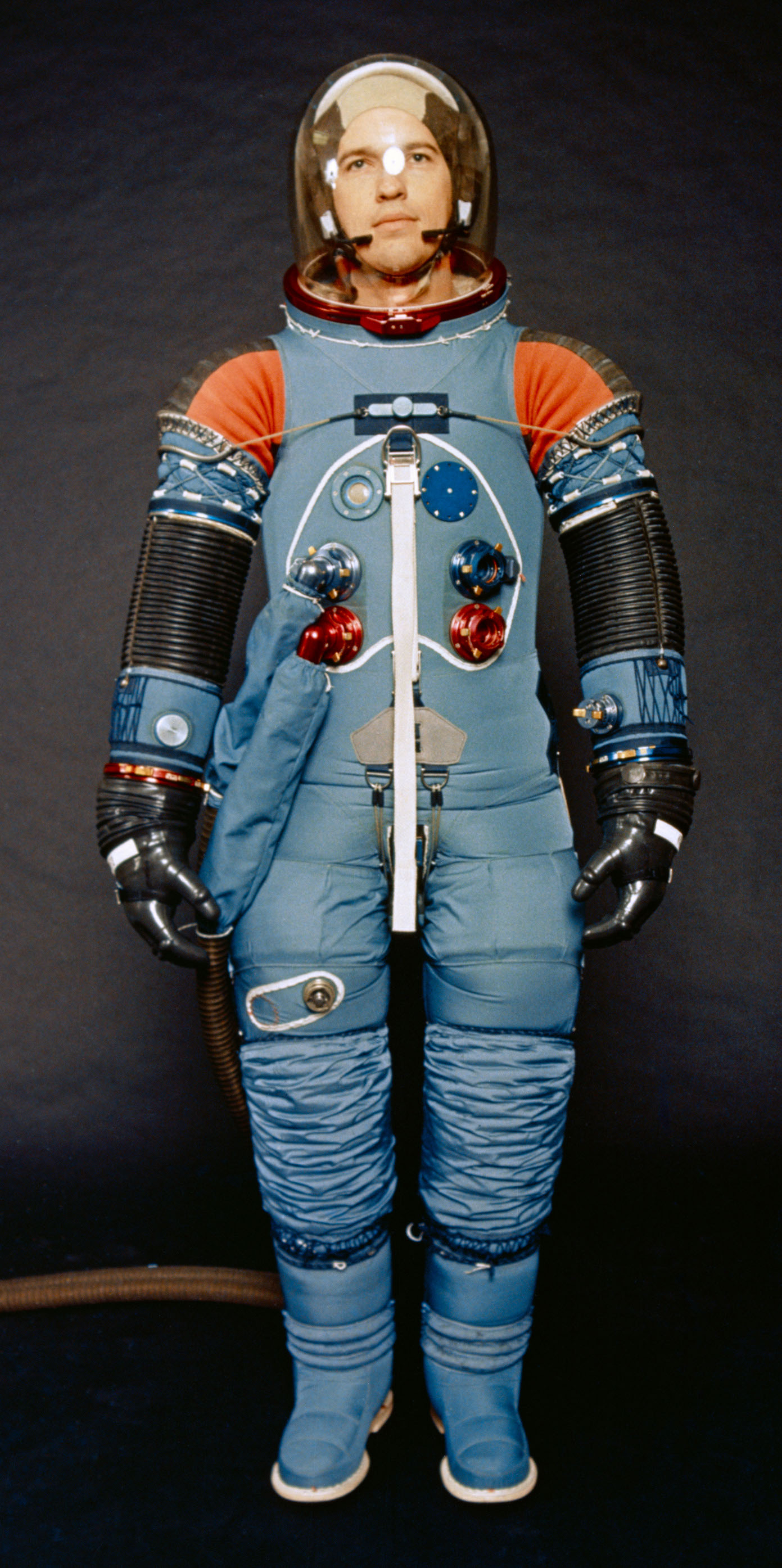
A7L ohne die Außenlage und das visor assembly

Der A7L ist ein einteiliger, im Wesentlichen fünflagiger Ganzkörperanzug mit integrierten Gelenken aus Gummi an den Schultern, Ellbogen, Handgelenken, Hüften und Beinen. Die Gelenke sind mit einem netzartigen Gewebe verstärkt, um das Aufblähen unter dem Innendruck zu vermeiden und so die Bewegungsfähigkeit des Astronauten zu erhalten. Am Hals und an den Ärmelenden sind Metallringe eingearbeitet, an die der Helm bzw. die Handschuhe angesetzt werden; die Schuhe sind dagegen integraler Bestandteil des Anzugs. Der scherzhaft als „Fischglas“ (fish bowl) bezeichnete Helm ist einteilig aus Plexiglas und ermöglicht nicht nur bessere Sicht als vorhergehende Modelle, sondern eliminiert auch die sonst nötigen Dichtungen und ist daher zuverlässiger. Die äußere, feuerfeste Lage des Anzugs ist abnehmbar und erlaubt Reparaturen und Inspektionen. Der Einstieg erfolgt von hinten/unten durch einen Reißverschluss, der von der Schulter bis in den Schritt verläuft. Er kann vom Träger selbst bedient werden, die Hilfe einer weiteren Person erleichtert das An- und Ablegen aber immer noch deutlich.

### Spezifikationen
- Bezeichnung: Raumanzug Apollo A7L
- Hersteller: International Latex Corporation (ILC) (Anzug), Dover and Hamilton Standard (Lebenserhaltungssystem)[4]
- Missionen: Apollo 7 bis Apollo 14
- Funktion: Arbeiten innerhalb (IVA) oder außerhalb (EVA) des Fahrzeugs
- Innendruck: 25,5 kPa, reiner Sauerstoff
- Masse (IVA): 28,1 kg
- Masse (EVA): 34,5 kg
- Gesamtmasse inklusive Lebenserhaltungssystem: 83 kg[5]
- Autonomie: 6 Stunden
- Notsystem: 30 Minuten

### Trageweise für EVA
Die wichtigste Lage war das Torso Limb Suit Assembly. Die Versorgung mit Sauerstoff und Kühlwasser sowie die elektrische Verbindung für die Sprechgarnitur und die Biodaten erfolgten über sechs farblich gekennzeichnete Bajonettverbinder, die in zwei Reihen auf der Brust angebracht waren. Gasein- und -auslässe waren dabei doppelt vorhanden und erlaubten den Astronauten daher, sich an ihre tragbaren Lebenserhaltungssysteme anzuschließen, während sie noch mit der Versorgung des Fahrzeugs (CM oder Mondlandefähre) verbunden blieben.
Über dieser Lage befand sich der Thermal- und Mikrometeoritenschutz Integrated Thermal Micrometeroid Garment, der den Anzug und seinen Träger vor Abrieb, der Sonneneinstrahlung und Mikrometeoriten bewahrte. Er bestand aus insgesamt 13 Lagen Nylon, aluminiumbedampften Mylar, Dacron, Kapton und einer Außenlage aus Teflon-beschichtetem Beta-Gewebe. Dieses Beta-Gewebe bestand im Wesentlichen aus Glasfasern und sorgte für die gewünschte Feuerfestigkeit. Kritische Stellen am Rücken, den für den Mond erforderlichen Überstiefeln und Handschuhen waren mit Stahlgewebe verstärkt und Knie und Schultern zusätzlich mit Teflon abgedeckt.
Beginnend mit Apollo 13 wurden zusätzliche rote Streifen am Helm und den Beinen des Kommandanten angebracht, um die beiden Astronauten auf Fotos besser identifizieren zu können.
Die auf dem Mond arbeitenden Astronauten trugen als innerste Lage eine spezielle Kühleinrichtung, das dreilagige Liquid Cooling Garment. In seinem Inneren waren Wasserschläuche eingearbeitet, die den Astronauten kühlen und so Schweißbildung und ein Beschlagen des Helms verhindern sollten. Das Wasser wurde vom Lebenserhaltungssystem durch den Anzug gepumpt und durch einen Sublimationskühler auf Temperatur gehalten. Diese Anzüge verfügten ebenfalls über Außentaschen für Mondgestein und Ausrüstungsgegenstände sowie Laschen, um sich in der Mondlandefähre fixieren zu können.

### Trageweise für IVA
Der Pilot des CM trug einen leicht vereinfachten Anzug, bei dem einige der Anschlüsse und Gelenke des Torso Limb Suit Assembly entfielen. Darüber trug er einen nur dreilagigen Intravehicular Cover Layer aus Nomex und Beta-Gewebe, und als Außenhülle eine Lage aus Baumwollstoff (Constant Wear Garment). Die Kühlung erfolgte direkt durch den Sauerstoff, der aus den Systemen des Raumfahrzeugs kam.

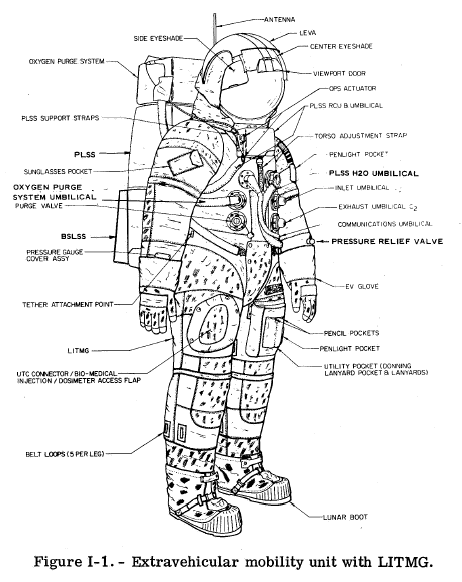
EVA-Konfiguration
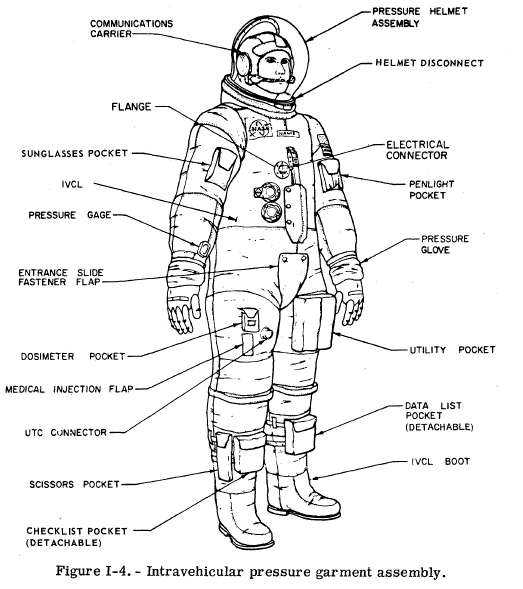
IVA-Konfiguration für CM-Kommandanten
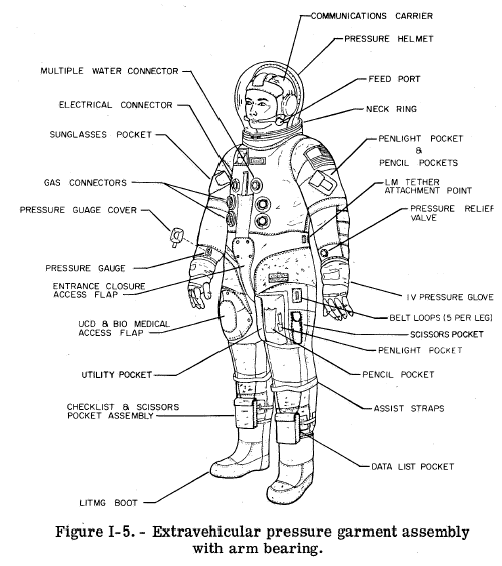
EVA-Konfiguration

## A7LB-Raumanzug (Apollo, Skylab und ASTP)

### Apollo 15–17

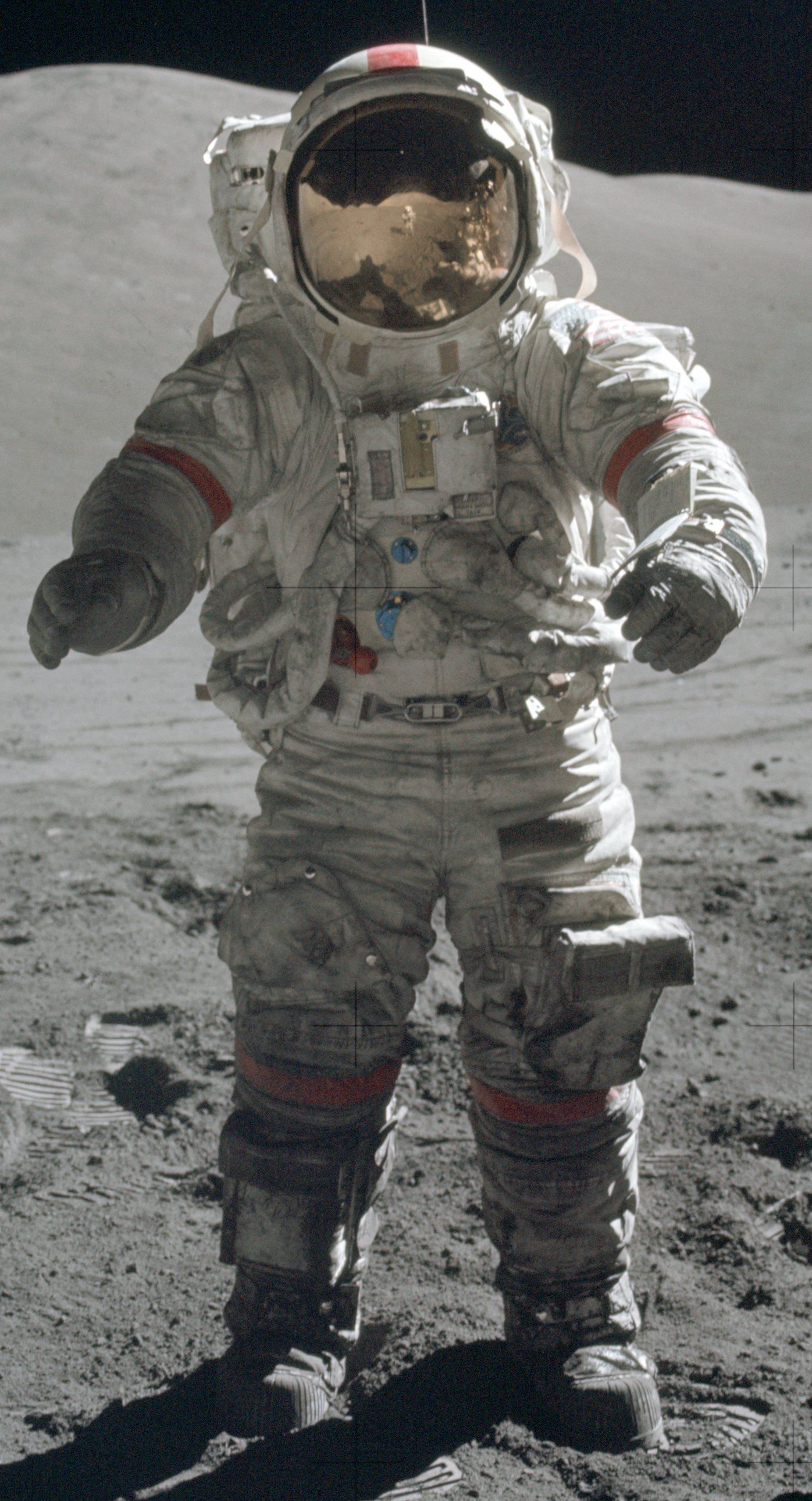
A7LB-Anzug im Einsatz auf dem Mond (Gene Cernan, Apollo 17)

Für die drei letzten Mondflüge Apollo 15, Apollo 16 und Apollo 17 benutzten die beiden Astronauten auf dem Mond eine Weiterentwicklung dieses Anzugs. Insbesondere wurde die Beweglichkeit am Nacken und an der Hüfte verbessert und so den Astronauten ermöglicht, das Lunar Roving Vehicle (LRV) in sitzender Position zu fahren. Anschlüsse und Reißverschluss wurden geändert und erlaubten eine leichtere Bedienung.
Die tragbaren Lebenserhaltungssysteme (Tornister) erhielten größere Tanks für Sauerstoff und Kühlwasser, zusätzliches Lithiumhydroxid zur Abscheidung des Kohlendioxids und verstärkte Batterien. Auf der Innenseite des Helmes wurden portionierte Energieriegel und Strohhalme angebracht, so dass sich die Astronauten während ihres Aufenthalts auf der Mondoberfläche stärken konnten.
Der Anzug des CM-Piloten, zu dessen Aufgabe die Bergung von Filmen aus dem SM während des Rückflugs gehörte, basierte nach wie vor auf dem A7L und wurde während dieser EVA aus dem CM versorgt und gekühlt. Er trug dabei den Helm des Kommandanten.
Die Anzüge zeigten starke Verschmutzungen nach dem Einsatz. Dies war auch schon bei den vorangehenden Mondlandungen der Fall gewesen, die längere Einsatzdauer verstärkte aber diesen Effekt. Zur Verschmutzung trug auch elektrostatische Anziehung des Mondstaubs bei. Dessen scharfkantige Partikel erzeugten erheblichen Verschleiß, der schon von den letzten Besatzungen während des Einsatzes wahrgenommen und später auf der Erde an zurückgebrachten Teilen bestätigt wurde.

### Spezifikationen
- Bezeichnung: Raumanzug Apollo A7LB
- Hersteller: International Latex Corporation (ILC) (Anzug), Dover and Hamilton Standard (Lebenserhaltungssystem)
- Missionen: Apollo 15 bis Apollo 17
- Funktion: Arbeiten innerhalb (IVA) oder außerhalb (EVA) des Fahrzeugs
- Innendruck: 25,5 kPa, reiner Sauerstoff
- Masse (IVA): 29,3 kg
- Masse (EVA): 35,4 kg
- Gesamtmasse inklusive Lebenserhaltungssystem: 90,7 kg[5]
- Autonomie: 7 Stunden
- Notsystem: 30 Minuten

### Skylab

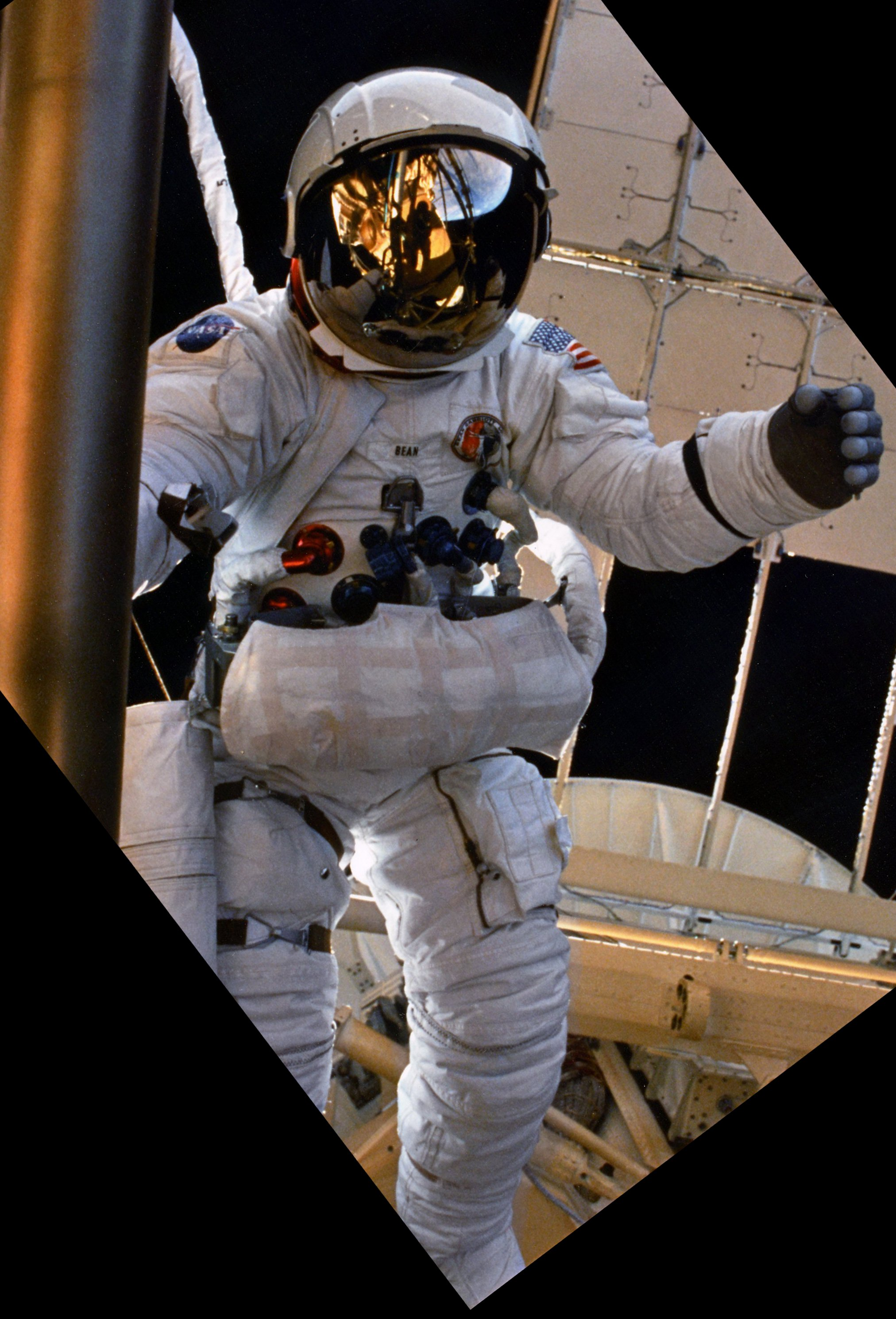
Alan Bean bei Arbeiten am ATM während Skylab 3

Für die drei bemannten Skylab-Missionen wurden vereinfachte Anzüge auf der Basis des A7LB verwendet, da man nur kurze EVAs zu Wartungszwecken erwartet hatte. Zum Schutz der optischen Instrumente von Skylab wurde die auf dem Mond verwendete Lebenserhaltung durch einen geschlossenen Kreislauf, der an die Atemluft- und Kühlsysteme der Raumstation angeschlossen war, ersetzt. Die Astronauten waren daher über eine Nabelschnur mit Skylab verbunden und trugen lediglich ein Notsystem mit Sauerstoff für 30 Minuten am rechten Bein mit.

### Spezifikationen
- Bezeichnung: Raumanzug Apollo A7LB für Skylab
- Missionen: Skylab 2 bis Skylab 4
- Masse (EVA): 32,7 kg
- Gesamtmasse inklusive Lebenserhaltungssystem: 64,9 kg
- Lebenserhaltung: durch Raumstation
- Notsystem: 30 Minuten

### ASTP
Für ASTP kam ebenfalls eine vereinfachte Version des A7LB zum Einsatz, da keine EVAs vorgesehen waren.

### Spezifikationen
- Bezeichnung: Raumanzug Apollo A7LB für ASTP
- Missionen: ASTP
- Masse (IVA): 29,3 kg
- Lebenserhaltung: durch Raumfahrzeug
- Notsystem: keines

## Lebenserhaltungssystem

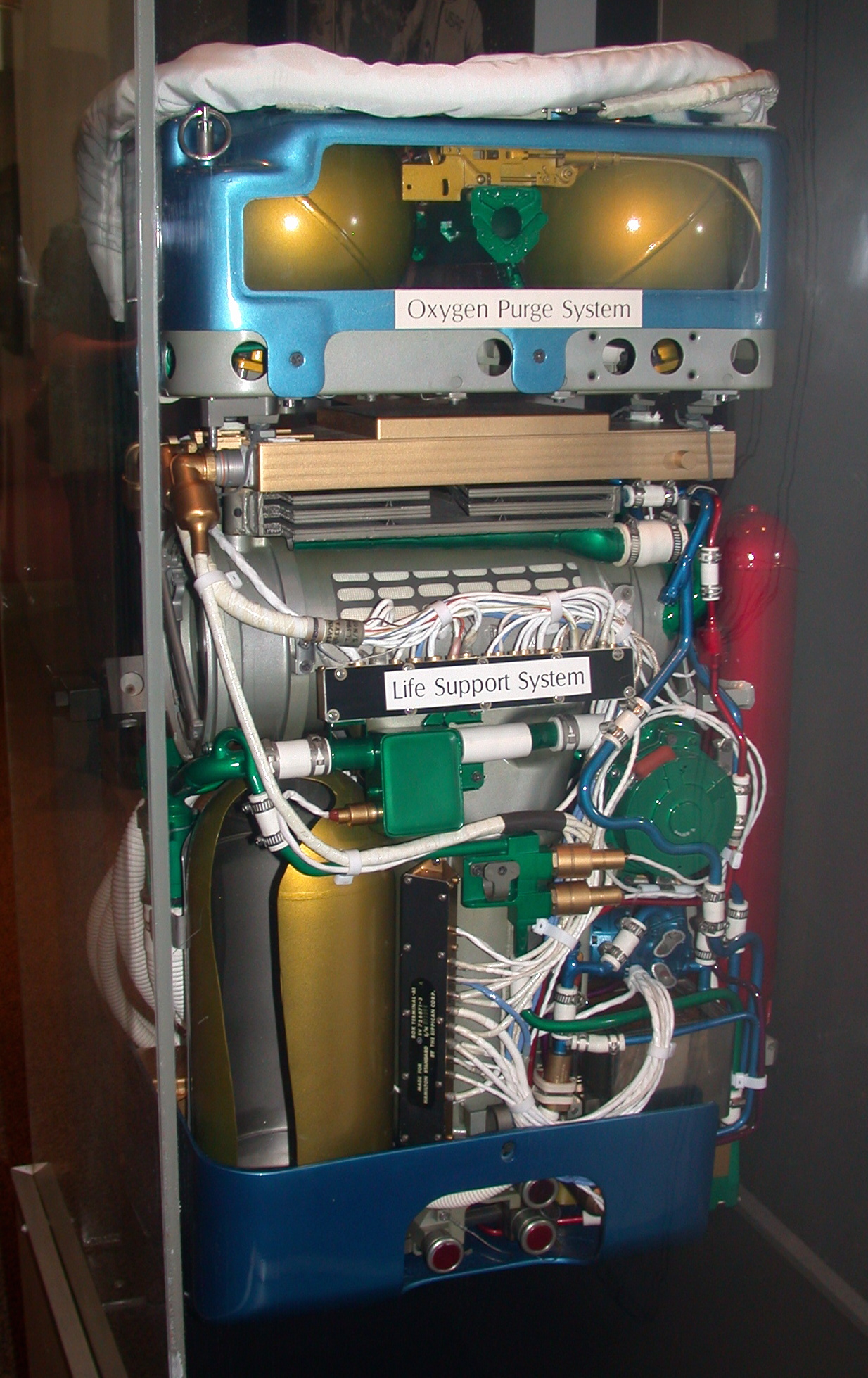
Das PLSS des A7L mit abgenommener äußerer Abdeckung

Das tragbare Lebenserhaltungssystem (Portable Life Support System, PLSS) für den Aufenthalt auf dem Mond war in Form eines Tornisters aufgebaut. Er versorgte seinen Träger mit Sauerstoff und Kühlwasser, regulierte den Druck des Anzugs, entfernte das Kohlendioxid aus der Atemluft und ermöglichte eine Sprechfunkverbindung. Ein Teil des Wassers ging dabei verloren. Die Bedienung erfolgte durch eine kleine Konsole auf der Brust des Astronauten. Wasser und Sauerstoff konnten aus den Systemen der Raumfahrzeuge mehrfach aufgefüllt werden. Das Notfallsystem (Oxygen Purge System), das in einem offenen Kreislauf für 30 Minuten Sauerstoff vorhielt, war auf der Oberseite angebracht. Es musste nie zum Einsatz gebracht werden.
Die Geräte wurden für den Rückflug nicht mehr benötigt und blieben ebenso wie die Überstiefel, Handschuhe und weitere Ausrüstungsgegenstände auf dem Mond zurück.

### Spezifikationen
- Bezeichnung: Apollo PLSS
- Maße: 66 cm Höhe, 46 cm Breite, 25 cm Tiefe
- Masse (leer): 38 kg
- Verbrauchsstoffe:
  - Sauerstoff für 4 h unter 7,0 MPa (für 8 h unter 10,0 MPa für die J-Missionen)
  - 1,4 kg (1,42 kg) Lithiumhydroxid
  - 3,9 l (5,2 l) Kühlwasser
  - Batterien mit 279 Wh (390 Wh)